# Загуже (гміна Бліжин)
Загуже (пол. Zagórze) — село в Польщі, у гміні Бліжин Скаржиського повіту Свентокшиського воєводства.
Населення — 75 осіб (2011).
У 1975-1998 роках село належало до Келецького воєводства.

## Демографія
Демографічна структура на день 31 березня 2011 року:
|          | Загалом | Допрацездатний вік | Працездатний вік | Постпрацездатний вік |
| -------- | ------- | ------------------ | ---------------- | -------------------- |
| Чоловіки | 39      | 5                  | 30               | 4                    |
| Жінки    | 36      | 3                  | 24               | 9                    |
| Разом    | 75      | 8                  | 54               | 13                   |